# Geneviève Doang
 (octobre 2019).
Si vous disposez d'ouvrages ou d'articles de référence ou si vous connaissez des sites web de qualité traitant du thème abordé ici, merci de compléter l'article en donnant les références utiles à sa vérifiabilité et en les liant à la section « Notes et références ».
Geneviève Doang est une actrice française.

## Biographie
Comédienne française née à Paris, d’ascendance chinoise, elle a grandi en regardant les films de Jackie Chan et a commencé le kung fu à 11 ans après cinq ans de danse classique tout en recevant une formation musicale au conservatoire.
Une fois diplômée d’un Master de Grande École de Commerce, elle décide alors de se donner d’abord une chance en tant que comédienne, en assistant aux plateaux de doublage, tout en prenant des cours de théâtre, et vit de sa passion depuis.
Elle est notamment la voix française de Jamie Chung (Very Bad Trip 2 & 3, Once Upon a time, Premium Rush, Believe...), Jerrika Hinton (Stephanie Edwards dans Grey's Anatomy), Doona Bae (Cloud Atlas, Sense 8...), Janel Parrish (Pretty Little Liars...), Diana Bang (L'Interview, Bates Motel...), Evangelyne (dessin-animé Wakfu), Lunafreya (Final Fantasy XV, Final Fantasy : Kingsglaive...) et a également été l'une des voix-off officielles de la chaîne NOLIFE entre 2007 et 2016. Elle y présentera également l'émission Hall of Shame, réalisée par Thomas Guitard.
Elle a tourné dans la nouvelle série Arte, le thriller d'anticipation Transferts, et la série digitale Dragon Race (10×10 minutes) pour la nouvelle plateforme de Canal + pour séries Premium Mobile : Studio +.
Elle interprète également l'agent de choc Tranh dans le court-métrage Les aventures de Tranh & Nowak, comédie d'action où elle effectue ses propres combats / cascades.
Au théâtre, elle a fait partie du casting de la comédie musicale Marco Polo : An Untold Love Story en 2015, au Vingtième Théâtre à Paris.
Geneviève Doang prête également sa voix au personnage de D.Va dans le jeu vidéo Overwatch, ainsi que Ciri dans le jeu vidéo The Witcher 3 : Wild Hunt.

## Filmographie

### Cinéma
- 2021 : Les Olympiades de Jacques Audiard : Karin

### Télévision
- Dragon Race : Kim
- 2017 : Transferts : Enlaï
- 2018 : Nina (saison 4, épisode 2) : Jia
- 2018 : Scènes de ménages, prime Ca s'enguirlande pour Noël : Bao, la femme de Manu
- 2019 : Munch, saison 3 épisode 2 : La capitaine de police

## Doublage
Sources : RS Doublage et Doublage Séries Database

### Cinéma

#### Films
- Jamie Chung dans :
  - Very Bad Trip 2 (2011) : Lauren Price
  - Premium Rush (2012) : Nima
  - Very Bad Trip 3 (2013) : Lauren Price
  - Joyeux Bordel ! (2016) : Meghan

- Angelababy dans :
  - Tai Chi Hero (2012) : Chen Yu Niang
  - Tai Chi 0 (2012) : Chen Yu Niang
  - Détective Dee 2 : La Légende du dragon des mers (2013) : Yin Ruiji
  - Independence Day: Resurgence (2016) : Rain Lao

- Madeleine Arthur dans :
  - À tous les garçons que j'ai aimés (2018) : Christine « Chris »
  - À tous les garçons : P.S. Je t'aime toujours (2018) : Christine « Chris »
  - À tous les garçons : Pour toujours et à jamais (2021) : Christine « Chris »

- María Valverde dans :
  - Trois mètres au-dessus du ciel (2010) : Babi
  - Tengo ganas de ti (2012) : Babi

- Li Bingbing dans :
  - Resident Evil: Retribution (2012) : Ada Wong
  - Transformers : L'Âge de l'Extinction (2014) : Su Yuerning

- Bae Doona dans :
  - Cloud Atlas (2012) : Tilda Ewing / la mère de Megan, une Mexicaine / Sonmi-451, Sonmi-351, une prostituée Sonmi
  - Jupiter : Le Destin de l'univers (2015) : Razo

- Rinko Kikuchi dans :
  - Pacific Rim (2013) : Mako Mori
  - Pacific Rim: Uprising (2018) : Mako Mori

- Alice Lee dans :
  - I Wish : Faites un vœu (2017) : Gina
  - Brittany court un marathon (2019) : Gretchen

- Constance Wu dans :
  - Crazy Rich Asians (2018) : Rachel Chu
  - Queens (2019) : Dorothy / Destiny

- Veronica Ngô dans :
  - La Princesse (2022) : Linh
  - The Creator (2023) : Kami

- Havana Rose Liu dans :
  - Sans issue (2022) : Darby Thorne
  - Bottoms (2023) : Isabel

- Li Jun Li dans :
  - Babylon (2022) : Lady Fay Zu
  - Alma et le Loup (2025) : Alma

- 2010 : Fighter : Karen (Chanty Sok)
- 2010 : J'ai rencontré le Diable : Joo-yun (Oh San-ha)
- 2011 : Le Chaperon : Meredith (Ashley Taylor)
- 2011 : Without Men : Virgelina (Yvette Yates)
- 2011 : Far Away : Les Soldats de l'espoir : Eun-Soo (Yeon-hee Lee)
- 2012 : Rock Forever : Sherrie Christian (Julianne Hough)
- 2012 : The Secret : Carol (Katherine Ramdeen)
- 2013 : Un chien pour Noël : George McCray (Gage Munroe (en))
- 2013 : Man of Steel : Jenny Jurwich (Rebecca Buller)
- 2014 : L'interview qui tue ! : Sook (Diana Bang)
- 2016 : Custody : Ally Fisher (Hayden Panettiere)
- 2017 : Le Cercle : Rings : Kelly (Lizzie Brocheré)
- 2017 : Kong: Skull Island : San Lin (Jing Tian)
- 2017 : Okja : Mija (Ahn Seo-hyeon)
- 2017 : The Adventurers : Ye Hong (Shu Qi)
- 2018 : Mariage à Long Island : ? (?)
- 2018 : Les Animaux fantastiques : Les Crimes de Grindelwald : Nagini (Claudia Kim)
- 2018 : Le Roi Scorpion : Le Livre des âmes : Amina (Katy Louise Saunders)
- 2018 : Seconde Chance : Adriana (Charlyne Yi)
- 2019 : La Légende du dragon : Li Hong (Meng Meng Li)
- 2019[n 1] : Les Disparues de Valan : voix additionnelles
- 2020 : Société Secrète de la Royauté : la princesse Eleanor (Ashley Liao)
- 2021 : Moxie : Claudia (Lauren Tsai)
- 2021 : Fast and Furious 9 : Elle (Anna Sawai)
- 2022 : 355 : Lin Mi Sheng (Fan Bingbing)
- 2022 : Firestarter : Mme Gardner (Tina Jung)
- 2023 : Toi et moi ? : Tabby (Alice Hewkin (en))
- 2023 : Tout à fait son style (en) : Cassidy (Jay Jean)
- 2023 : Fanfik (pl) : Emilia (Maja Szopa (pl))
- 2023 : After : Chapitre 5 : Kat (Rosa Escoda)
- 2023 : Follow dead : Evelyn (Andrea Bang (en))
- 2023 : L'Académie de M. Kleks (pl) : Ola (Apolonia Gałęska)
- 2024 : En plein vol : Mi-Sun (Yun Jee Kim)
- 2024 : Five Blind Dates : Lia (Shuang Hu (en))
- 2024 : Nicky Larson : Tina Seta [Qui ?]
- 2024 : Deadpool et Wolverine : ? (?)
- 2024 : Space Cadet (en) : Nadine Cai (Poppy Liu)
- 2024 : Comme un lundi : Akemi Yoshikawa (Wan Marui)

#### Films d'animation
- 2007 : Un été avec Coo : Sayoko Kikuchi
- 2009 : Barbie présente Lilipucia : Violet
- 2010 : Rémi le Marlou : Rémi enfant (création de voix)
- 2016 : Kingsglaive: Final Fantasy XV : Lunafreya Nox Fleuret
- 2017 : Hirune hime, rêves éveillés : Kokone Morikawa
- 2018 : Le Mystère des pingouins : Aoyama
- 2019 : La Complainte de Souillon (clip) : Maliki
- 2019 : Promare : Aina Ardebit
- 2021 : Batman: Soul of the Dragon : Jade[n 2]
- 2021 : America, le film : Thomas Edison[n 3]
- 2021 : The Witcher : Le Cauchemar du loup : Luka jeune
- 2023 : Mars Express : Jun Chow et Jun Chow 2 (création de voix)
- 2024 : La Nuit d'Orion : Hypatie adulte[n 4]
- 2025 : Dog Man : Butler[n 5]

### Télévision

#### Téléfilms
- Louriza Tronco dans :
  - L'Homme qui a brisé ma fille (2018) : Alexa
  - Petits meurtres sur le campus (2019) : Lacey Daniels
  - Petits meurtres sur le campus : Coup de théâtre ! (2019) : Lacey Daniels

- 2010 : Le courage d'une enfant : Jolee (Trina E. Siopy)
- 2011 : Les Douze Noël de Kate : Miyoko (Laura Miyata)
- 2012 : Le Bodyguard de l'amour : Betsy (Kayla Mae Maloney)
- 2017 : Rencontre avec un vampire : Pearl (Cierra Ramirez)
- 2018 : Noël au Majestic : Nell Harper (Jerrika Hinton)
- 2020 : Un Noël d'enfer : Madelyn McKay (Ellen Wong)
- 2020 : Un ange gardien pour Noël : Melody (Janel Parrish)
- 2021 : Comment j’ai rencontré ton meurtrier : June (Nicole Jia)
- 2021 : Le Mari de ma boss : Tiffany Adler (Tina Jung)
- 2022 : La Briseuse de mariage : Antonia (Franchesca Fojas)
- 2022 : L'Académie des secrets : Emily (Lynn Kim Do)
- 2023 : La maison meurtrière : Nikko (Athena Park)
- 2024 : Le Problème à trois corps : Jin Cheng (Jess Hong)

#### Séries télévisées
- Janel Parrish dans (5 séries) :
  - Pretty Little Liars (2010-2017) : Mona Vanderwaal (138 épisodes)
  - Drop Dead Diva (2014) : Chelsea Putnam (saison 6, épisode 5)
  - Les Mystères de Laura (2015) : Jillian Havemeyer (saison 1, épisode 20)
  - Rush Hour (2016) : Nina Taylor (épisode 8)
  - Pretty Little Liars: The Perfectionists (2019) : Mona Vanderwaal (10 épisodes)

- Susan Park dans (5 séries) :
  - Amour, Gloire et Beauté (2011) : Lesley (épisodes 6071 et 6072)
  - Revenge (2013) : Edith « Fa1c0n » Lee (saison 2, épisodes 19 et 20)
  - Bienvenue chez les Huang (2015-2017) : Connie Chen (5 épisodes)
  - Very Bad Nanny (2017) : Liz (saison 1, épisodes 1 et 5)
  - Hawaii 5-0 (2018) : Noriko (saison 9, épisode 1)

- Jamie Chung dans (4 séries) :
  - Once Upon a Time (2012-2016) : Mulan (12 épisodes)
  - Believe (2014) : Janice Channing (13 épisodes)
  - Casual (2017) : Tina (saison 3, épisodes 1 et 5)
  - Mr. Corman (2021) : Emily (saison 1, épisode 10)

- Arden Cho dans (4 séries) :
  - Teen Wolf (2014-2016) : Kira Yukimura (44 épisodes)
  - Hawaii 5-0 (2015) : Mia Price (saison 5, épisode 17)
  - Plan de carrière (2022) : Ingrid Yun (10 épisodes)
  - Avatar, le dernier maître de l'air (2024) : June

- Alice Lee dans (4 séries) :
  - Switched (2015-2017) : Skye (7 épisodes)
  - The Mindy Project (2016) : Chloe (saison 4, épisode 4)
  - Philip K. Dick's Electric Dreams (2018) : Milena (épisode 9)
  - Take Two, enquêtes en duo (2018) : Monica (11 épisodes)

- Camille Chen (en) dans :
  - Royal Pains (2011) : Anna (saison 3, épisode 6)
  - Touch (2012) : Serena (saison 1, épisode 6)
  - Grimm (2013) : Jenna Marshall (saison 2, épisode 16)

- Diana Bang (en) dans :
  - Bates Motel (2013-2017) : Jiao (5 épisodes)
  - Frankenstein Code (2016) : Emma (4 épisodes)
  - Lucifer (2017) : Suki (saison 2, épisode 11)

- Valerie Tian (es) dans :
  - Motive (2014) : l'officier Wendy Sung (13 épisodes)
  - Supernatural (2016) : Ambriel (saison 11, épisode 10)
  - The Magicians (2016-2020) : Healer Faye (5 épisodes)

- Melissa Tang dans :
  - The Big Bang Theory (2015) : Mandy Chow (saison 9, épisode 2)
  - La Méthode Kominsky (2018-2021) : Margaret (20 épisodes)
  - Magnum (2020) : Erin Hong (saison 2, épisode 12)

- Dianne Doan (en) dans :
  - Vikings (2016) : Yidu (saison 4)
  - Legends of Tomorrow (2017) : Anh Ly (saison 3, épisode 7)
  - Marvel : Les Agents du SHIELD (2020) : Kora (saison 7)

- Greta Lee dans :
  - The Good Fight (2017-2018) : Amber Wood-Lutz (saison 1, épisode 5 et saison 2, épisode 6)
  - The Morning Show (depuis 2021) : Stella Bak
  - The Studio (2025) : Greta Lee

- Samantha Cutaran dans :
  - Esprits criminels (2009) : Lani Sukarto (saison 5, épisode 6)
  - Dr House (2012) : Lida (saison 8, épisode 18)

- Nicky Whelan dans :
  - Scrubs (2009-2010) : Maya (saison 9)
  - Cherche partenaires désespérément (2011) : Colleen (épisode 2)

- Kayla Mae Maloney dans :
  - Supernatural (2010) : Leah Gideon (saison 5, épisode 17)
  - The Glades (2012-2013) : Dr Miranda Buckley (9 épisodes)

- Shannon Chan-Kent dans :
  - Life Unexpected (2010) : Brynn (3 épisodes)
  - You (2021) : Kiki (saison 3)

- Abbie Cobb (en) dans :
  - 90210 Beverly Hills : Nouvelle Génération (2011-2012) : Emily Bradford (7 épisodes)
  - NCIS : Nouvelle-Orléans (2015) : Alison Hewitt (saison 2, épisode 4)

- Victoria Park dans :
  - Bunheads (2012-2013) : Aubrey (épisodes 9 et 15)
  - Proven Innocent (en) (2019) : Adele Meyerson (épisode 6)

- Jerrika Hinton dans :
  - Grey's Anatomy (2012-2017) : Dr Stephanie Edwards (117 épisodes)
  - Here and Now (2018) : Ashley Collins (10 épisodes)

- Michelle Ang dans :
  - Drop Dead Diva (2013) : Lanfen (saison 5, épisode 7)
  - NCIS : Los Angeles (2015) : Malee Vipada (saison 6, épisode 19)

- Celina Jade dans :
  - Arrow (2013-2017) : Shado / Mei (22 épisodes)
  - Blue Bloods (2015) : Marisa Lee (saison 6, épisode 2)

- Elaine Tan (en) dans :
  - Person of Interest (2014) : Kelli/Jiao Lin (saison 3, épisode 14)
  - Grandfathered (2015) : Heidi (épisode 6)

- Danni Wang dans :
  - Madam Secretary (2014) : Fu Xinpei (saison 1, épisode 4)
  - Launchpad (en) (2021) : Song (saison 1, épisode 6)

- Poppy Liu dans :
  - Faux-semblants (2023) : Greta (mini-série)
  - The Afterparty (2023) : Grace (saison 2)
  - Derrière la façade (en) (2024) : Sarah Weber

- Devyn Nekoda (en) dans :
  - Degrassi : La Nouvelle Génération (2014-2015) : Arlene Takahashi (saison 14)
  - Northern Rescue (en) (2019) : Allison (épisodes 1 et 2)

- Nesta Cooper dans :
  - Conscience Morale (2015) : Liz (épisode 4)
  - Motive (2016) : Stacey Edmonds (saison 4, épisode 5)

- Dora Madison Burge dans :
  - Chicago Med (2015-2016) : Jessica Chilton (saison 1, épisodes 4 et 5)
  - Chicago Fire (2015-2016) : Jessica Chilton (17 épisodes)

- Bae Doo-na dans :
  - Sense8 (2015-2018) : Sun Bak (24 épisodes)
  - The Silent Sea (2021) : Dr Song Ji-an (8 épisodes)

- Elfina Luk dans :
  - Lucifer (2016) : Mme Chunhua Li (saison 2, épisode 10)
  - Wisdom : Tous contre le crime (2017) : Susan Li (épisode 1)

- Hong Chau dans :
  - Big Little Lies (2017) : Jackie (6 épisodes)
  - Homecoming (2018-2020) : Audrey Temple (11 épisodes)

- Emily Browning dans :
  - American Gods (2017-2021) : Laura Moon (26 épisodes)
  - Class of '07 (2023) : Zoe

- Christine Chang dans :
  - New Amsterdam (2018-2023) : Dr Agnes Kao (28 épisodes)
  - New York, unité spéciale (2019) : Lily Song (saison 21, épisode 7)

- Thaddea Graham dans :
  - L'Écuyer du roi (2020) : Iona
  - Sex Education (2023) : Sarah « O » Owen (6 épisodes)

- 2004-2006 : Le Monde de Tracy Beaker (en) : Layla (Cara Readle (en)) (2e voix, saisons 3 à 5)
- 2006-2008 : Young Dracula : Chloe Branagh (Lucy Borja-Edwards) (23 épisodes)
- 2007-2008 : Les Mystères romains : Nubia (Rebekah Brookes-Murrell) (20 épisodes)
- 2008-2010 : 90210 Beverly Hills : Nouvelle Génération : Nina (Chantelle Barry (en)) (saison 1), Tasha (Janelle Velasquez) (saison 1), Jasmine (Melissa Paulo) (saison 2, épisode 5) et Julia (Tiffany Dupont) (saison 3, épisode 9)
- 2008-2013 : La Vie secrète d'une ado ordinaire : Alice Valko (Amy Rider (en)) (81 épisodes)
- 2009 : FBI : Portés disparus : Gina DeMarco (Joy Bisco) (saison 7, épisode 17)
- 2009 : Forgotten : Kate (Samantha Krutzfeldt) (épisode 4)
- 2009 : Three Rivers : Christy (Alyssa Diaz) (épisode 2)
- 2009 : Génial Génie : Diana (Amy Wren (en)) (saison 3, épisode 21)
- 2009 : The Guard : Police maritime : Megan (Elise Gatien) (saison 2, épisode 13)
- 2009 : Mad Men : Sandy (Erin Sanders) (saison 3, épisode 7)
- 2009-2010 : Mon oncle Charlie : Brianna (Julia Kelleher) (saison 7, épisode 11) et Betsy (Katy Mixon) (saison 7)
- 2009 / 2011 : The Closer : L.A. enquêtes prioritaires : Charlene « Charlie » Johnson (Sosie Bacon) (saison 5) et Missy Michaels (Skyler Day (en)) (saison 7, épisode 9)
- 2009 / 2011 : Dr House : Aikoa Tanaka (Marisa Tayui) (saison 6, épisode 9) et Iris (Madison Davenport) (saison 8, épisode 7)
- 2009-2014 : L'Aigle rouge : Matilde Torres (Sonia Lázaro) (9 épisodes)
- 2009-2015 : Supernatural : Claire Novak jeune (Sydney Imbeau) (saison 4, épisode 20), Stephanie (Laura Ward) (saison 5, épisode 16), Annie / Leviathan (Olivia Steele Falconer) (saison 7, épisode 2), Marie (Katie Sarife) (saison 10, épisode 5) et Jenna Nickerson (Laci J. Mailey) (saison 11, épisodes 1 et 2)
- 2009-2018 : Esprits criminels : Kelly (Lily Kershaw) (saison 4, épisode 25), Mae (Katlin Mastandrea (en)) (saison 5, épisode 16), Courtney Campbell (Brynn Samms) (saison 5, épisode 17), Yolanda (Samantha Shelton) (saison 6, épisode 19), Lily Droubay (Sophie Kargman) (saison 6, épisode 21), Heather Wilson adolescente (Hayley Chase (en)) (saison 7, épisode 8) Tabitha Ryerson (Sarah Stouffer) (saison 9, épisode 23) et Ally McCready (Madeline Carroll) (saison 14, épisode 5)
- 2010 : Psych : Enquêteur malgré lui : Bekki Chiang (Jennifer Liu) (saison 5, épisode 1) et Tonya (Danielle Harris) (saison 5, épisode 2)
- 2010 : Castle : Laurie Hill (Gina Hiraizumi) (saison 2, épisode 12)
- 2010 : Copiés-collés : Nisi Bottel (Feline Asamela Wehrle) (mini-série)
- 2010-2011 : Royal Pains : Olivia (Fátima Ptacek) (saison 2, épisode 9) et Natalie (Sami Gayle) (saison 2, épisode 15)
- 2010 / 2012 : NCIS : Los Angeles : Jane Lee (Angela Oh) (saison 1, épisode 16) et Lisa Tran (Jae Suh Park (en)) (saison 4, épisode 4)
- 2011 : The Secret Circle : Sally Matthews (Logan Browning) (épisodes 2 et 3)
- 2011 : Les Enquêtes de Murdoch : Laura MacFarlane (Brittany Bristow) (saison 4, épisode 11)
- 2011 : Les Enquêtes de Vera : Laura Armstrong (Gabrielle Ross) (saison 1, épisode 1)
- 2011 : Flashpoint : Ruby Mai (Olivia Cheng (en)) (saison 4, épisode 13)
- 2011 : Stargate Universe : Ellie (Katie Findlay) (saison 2, épisodes 17 et 18)
- 2011 : Black Mirror : Malaika (Chetna Pandya) (saison 1, épisode 1), Swift (Isabella Laughland (en)) (saison 1, épisode 2) et Hallam (Phoebe Fox) (saison 1, épisode 3)
- 2011 : United States of Tara : Daisy (Riki Lindhome) (saison 3, épisode 5)
- 2011 : Burn Notice : Ryoko Maji (Eiko Nijo) (saison 5, épisode 2)
- 2011 / 2014 : Switched : Haruka (Taylor Tan) (saison 1, épisode 5) et Jennifer / Mandy (Jillian Nelson) (saison 3, épisodes 11 et 19)
- 2011 : Desperate Housewives : Tiffany (Jacqui Holland) (saison 7, épisode 15)
- 2012 : Spy : Nick Chin (Frank Kauer) (saison 2)
- 2012 : Bones : Blake Sherman (Peyton Roney) (saison 7, épisode 10)
- 2012-2013 : True Blood : Danielle (Jamie Gray Hyder) (11 épisodes)
- 2012 / 2014 : Mentalist : Janpen (Kristy Wu) (saison 4, épisode 12) et Mae Feinberg (Jud Tylor) (saison 6, épisode 17)
- 2012-2017 : Scandal : Charlotte Reid (Laila Ayad) (17 épisodes) et Lynn (Kari Lee Cartwright) (saison 2, épisode 21)
- 2013 : Bates Motel : Kennedy (Conchita Campbell) (saison 1, épisodes 1 et 7)
- 2013 : Les Enquêtes d'Érica : Henny (Happy Jankell (en)) et Astrid (Maja Rung) (épisode 4)
- 2013 : Un flic d'exception : Gina (Alexandra Vino) (épisode 3)
- 2013 : Do No Harm : Tejal (Sejal Shah)
- 2013-2015 : Nowhere Boys : Viv Lau (Michelle Gerster) (17 épisodes)
- 2014 : Star-Crossed : Julia Yeung (Malese Jow) (10 épisodes)
- 2014 : Sam Fox : Aventurier de l'extrême : Kirra (Tess Fowler) (épisode 1)
- 2014 : The Musketeers : Charlotte Mellendorf (Charlotte Hope) (saison 1, épisodes 9 et 10)
- 2014 : The Mindy Project : Candace (Han Nah Kim) (saison 3, épisode 8)
- 2014 : The Big Bang Theory : Jeanie (Kara Luiz) (saison 8, épisode 8)
- 2014-2015 : Heartless, la malédiction : Emilie Just (Julie Christiansen) (8 épisodes)
- 2014-2015 : The Affair : Cherise (Giselle Monterroso) (saison 1, épisode 8) et Madeline Lim (Nadia Gan) (saison 2, épisode 4)
- 2014-2017 : The Leftovers : Christine (Annie Q. (en)) (11 épisodes)
- 2015 : Les Experts : Cyber : Zoey Tan (Irene Choi) (saison 1, épisode 7)
- 2015 : Motive : Stephanie et Terri Leung (Emily Delahunty et Rosie Simon) (saison 3, épisode 11)
- 2015 : Murder : Dr Annabelle Grimes (Teresa Huang) (saison 1, épisode 13)
- 2015 : Inspecteur Lewis : Jenny March (Andreea Paduraru) (saison 9, épisodes 1 et 2)
- 2015 : Hawaii 5-0 : Michelle Wie (Michelle Wie) (saison 5, épisode 16) et Dr Isabelle Lono (Vedette Lim) (saison 6, épisode 1)
- 2015 : El Capitan (es) : Angélica de Alquézar (Carmen Sánchez Lozano (es)) (13 épisodes)
- 2015 : Les Mystères de Laura : Sloane (Meredith Travers) (saison 1, épisode 17)
- 2015-2016 : The Kicks (en) : Bailey Burke (Gabe Eggerling) (10 épisodes)
- 2015-2016 : Limitless : Rachel Finch (Megan Guinan) (10 épisodes)
- 2015 / 2018 : NCIS : Nouvelle-Orléans : Pam Shore (Ashton Leigh) (saison 1, épisode 17), Chen Han (Angela Lin) (saison 1, épisode 20) et Amy Trang (Vivien Ngô) (saison 5, épisode 4)
- 2015-2018 : Empire : Anika Calhoun (Grace Byers) (66 épisodes)
- 2016 : Slasher : Alison Sutherland (Mayko Nguyen) (saison 1)
- 2016 : American Horror Story : Tracy Logan (Emma Bell) (saison 6, épisode 10)
- 2016 : Maigret : Marthe Jusserand (Eva-Jane Willis) (saison 1, épisode 1 : Maigret tend un piège)
- 2016-2017 : Shooter : Lin Johnson (Michelle Krusiec) (4 épisodes)
- 2017 : Inhumans : Locus (Sumire Matsubara (en)) (3 épisodes)
- 2017 : L'Exorciste : Grace (Amélie Eve) (saison 2)
- 2017 : Just Add Magic : Kristin (Lauren Gaw) (saison 2, épisode 8)
- 2017 : Chicago Fire : Marisol (Rachel Leyco) (saison 6, épisode 4)
- 2017-2019 : Shameless : Beverly Martini (Ashley Wood) (3 épisodes), Eddie (Levy Tran) (saison 8), Freelania Alexeyevich (Tina Ivlev) (saison 8) et Dr Kwan (Joy Osmanski (en)) (saison 9)
- 2017-2019 : Dear White People : Ikumi (Ally Maki) (5 épisodes)
- 2017-2020 : Dino Dana (en) : Cai (Loretta Yu (en)) (5 épisodes)
- 2017-2020 : Meurtres au paradis : Siobhan Mooney (Grace Stone) (saisons 6 à 9)
- 2017-2021 : Atypical : Julia Sasaki (Amy Okuda) (23 épisodes)
- 2018 : Preacher : Lisa (Lucy Faust (en)) (saison 3)
- 2018 : Best.Worst.Weekend.Ever. (en) : Chloe (Tiffany Espensen) (mini-série)
- 2018 : The Romanoffs : Kiera (Jing Lusi (en)) (épisode 8)
- 2018[3] : Why Are You Like This? : Penny (Naomi Higgins (en))
- 2018-2020 : Bad Banks : Thao Hoang (Mai Duong Kieu) (12 épisodes)
- 2018-2021 : The Outpost : Talon (Jessica Green) (49 épisodes)
- 2019 : Legion : Jia-Yi / Switch (Lauren Tsai) (saison 3)
- 2019 : Grey's Anatomy : Station 19 : Jenna Matson (Sarah Oh) (saison 2)
- 2019 : The Tick : Veranda / Miranda (Clara Wong) (3 épisodes)
- 2019 : Dr Harrow : Jill McCloud (Tasneem Roc (en)) (2e voix, saison 2)
- 2019 : The Terror : Amy Yoshida (Miki Ishikawa (en)) (saison 2)
- 2019 : Le Secret de Nick : Mme Chang (Christine Ko (en)) (saison 2, épisodes 1 et 4)
- 2019 : Northern Rescue (en) : Allison (Kapanga Shawana) (épisode 3)
- 2019 : Soupçon de magie : Olivia (Tina Jung) (saison 5, épisode 4)
- 2019 : Charlie, monte le son : Layla Valentine (Rina Sawayama)
- 2019 : Madam Secretary : la première dame Min-hee Kwon (Susane Lee) (saison 6, épisode 6)
- 2019 : Kidnapping : Sally (Sandra Yi Sencindiver) (saison 1, épisodes 1 et 2)
- 2019-2021 : Black Summer : Ooh « Sun » Kyungsun (Christine Lee) (15 épisodes)
- 2019-2022 : Charmed : Swan (Christin Park) (17 épisodes)
- 2019-2022 : Blacklist : l'agent spécial Alina Park (Laura Sohn) (56 épisodes) et Deidre Mori (Yoriko Haraguchi) (saison 6, épisode 5)
- 2020 : Sweet Home : Cha Su-A (Kim Yi-kyung (en))
- 2020 : Les Justicières : (Kim Adis) (10 épisodes)
- 2020 : October Faction : Daisy (Amanda Zhou)
- 2020 : FBI : l'agent spécial Emily Ryder (Catherine Haena Kim (en)) (saison 2)
- 2020 : Little Fires Everywhere : Bebe Chow (Huang Lu) (mini-série)
- 2020 : Coroner : Dr Ambrosia Pham (Eileen Li) (saison 2, épisode 3)
- 2020-2021 : Journal d'une future présidente : Rashmi (Aaniyah Marwah) (5 épisodes)
- 2020-2021 : Biohackers (en) : Chen-Lu (Jing Xiang)
- 2020-2021 : Legacies : Alyssa Chang (Olivia Liang) (11 épisodes)
- 2020-2022 : Stargirl : Jenny Williams (Ashley Winfrey) (10 épisodes) et Jennifer-Lynn Hayden / Jade (Ysa Penarejo) (6 épisodes)
- 2021 : Invasion : Poppy Rees (India Jane Francis) (saison 1)
- 2021 : Calls : Ramona (Tiana Camacho) (voix - saison 1, épisode 6)
- 2021 : Riverdale : Jessica (Phoebe Miu) (saison 5)
- 2021 : Launchpad (en) : Mei (Briana Liu) (saison 1, épisode 2)
- 2021 : Physical : Simone (Ashley Liao) (saison 1)
- 2021-2022 : The Resident : Janice Bonner (Mick Szal) (saison 5)
- 2021-2023 : La Roue du temps : Min Farshaw (Kae Alexander (en)) (6 épisodes)
- depuis 2021 : All American : Jamie (Miya Horcher)
- depuis 2021 : The Sex Lives of College Girls : Evangeline Hashima (Sierra Katow (en))
- 2022 : All of Us Are Dead : Lee Na-Yeon (Lee Yoo-mi)
- 2022 : Juvenile Justice (en) : Han Ye-eun (Hwang Hyun-jung)
- 2022 : Infiniti : Hoi Han (Xuemeng Li) (mini-série)
- 2022 : En apparence… rien ne change (pt) : Beta (Ana Jeckel)
- 2022 : The Essex Serpent : ? (?) (mini-série)
- 2022 : The Imperfects : Hannah Moore (Celina Martin) (7 épisodes)
- 2022 : The Witcher : L'Héritage du sang : ? (?) (mini-série)
- 2022 : L'École de gym : Une seconde chance : Katelyn Ohashi (Katelyn Ohashi)
- 2023 : Kaleidoscope : Liz Kim (Soojeong Son) (mini-série)
- 2023 : Acharnés : Amy Lau (Ali Wong)
- 2023 : Grease: Rise of the Pink Ladies : Nancy (Tricia Fukuhara)
- 2023 : Celebrity (en) : Oh Min-hye (Jun Hyoseong)
- 2023 : Mask Girl (en) : Kim Chun-ae (Han Jae-yi)
- 2023 : Jane : Leila [Qui ?] (saison 1, épisode 10)
- 2023 : Monarch: Legacy of Monsters : Cate Randa (Anna Sawai)
- 2024 : Echo : Bonnie (Devery Jacobs) (mini-série)
- 2024 : Meurtres et Autres Complications : Winnie Goh (Annie Q. Riegel (en))
- 2024 : Le Problème à trois corps : Jin Cheng (Jess Hong)
- 2025 : The Pitt : Nandi (Sasha Bhasin)

#### Séries d'animation
- 1990[n 6] : A.D. Police : Mary Malow (OAV)
- 2003 : Scrapped Princess : Winia Chester
- 2004 : Genshiken : Saki Kasukabe
- 2004-2005 : Haruka : Dans une époque lointaine : Fujihime, Sefuru, Shirin (2e voix), Celi (épisodes 15 et 21) et voix additionnelles
- 2005-2007 : MÄR : Dorothy (1re voix)
- 2007 : Hinamizawa, le village maudit : Mion Sonozaki et Shion Sonozaki
- 2007 : Gurren Lagann : Yoko
- 2007-2009 : Gundam 00 : Marie Parfacy/Soma Peries
- 2008-2024 : Wakfu : Evangelyne (création de voix)
- 2009 : Garage Club : Mitsuki / Kitsumi (création de voix)
- 2009-2013 : Angels : L'Alliance des anges : Raf
- 2010 : Commandant Clark : Kitty (création de voix)
- 2010 : Maliki : Maliki (création de voix)
- 2010 : Débil Starz, épisode Blackchapel : Mme Hudson
- 2011 : Mouk : voix additionnelles (création de voix)
- 2012 : Les Nouvelles Aventures de Peter Pan : Michel (création de voix)
- 2012 : Tickety Toc : Tallulah (et interprète du générique)
- 2013 : Linkers, codes secrets : Mei (création de voix)
- 2014 : Witchcraft Works : Ai et Gibraltar
- depuis 2015 : Miraculous, les aventures de Ladybug et Chat Noir : Aurore et Fei Wu (création de voix)
- 2016 : Skylanders Academy : Cynder
- 2016-2017[n 7] : Konosuba : Sois béni monde merveilleux ! : Chris
- 2017 : LoliRock : Debra (création de voix - saison 2, épisode 15)
- 2017-2020[n 8] : Thus Spoke Kishibe Rohan : Kyoka Izumi (OAV)
- 2017[n 7]-2022 : Classroom of the Elite : Kei Karuizawa, Mei-Yu Wang et Mako Amikura
- 2018 : Pilote Dragon : Hisone et Masotan : Hisone Amakasu
- depuis 2019 : Boy Girl etc. : voix additionnelles
- 2020 : BNA: Brand New Animal : Marie Itami
- 2020 : Jujutsu Kaisen : Yuko
- 2020 : Tonikaku Kawaii: Fly Me to the Moon : Aurora
- 2021 : Pacific Rim: The Black : Mei
- 2021 : L'Agence galactique : Apple (création de voix)
- 2021-2022 : 86: Eighty-Six : Vladilena « Lena » Milizé
- depuis 2021 : Edens Zero : Laviria Christy
- 2022 : Spriggan (en) : le colonel MacDougal
- 2022 : Kaguya-sama: Love is War : voix additionnelles
- 2022 : Date A Live : Miku Izayoi, Sawa Yamauchi et Maria
- 2022 : Love After World Domination : Kira Sanzugawa/Princesse Sanguinaire
- 2022 : A Couple of Cuckoos : Hiro Segawa
- 2022 : Spy × Family : voix additionnelles
- 2022 : Zootopie+ (en) : Charisma
- 2022 : Beast Tamer : Tania
- 2022 : Lookism (en) : Ha Neul
- 2023 : What If...? : Jiayi (saison 2, épisode 7)
- 2023-2024 : Oshi no ko : Sarina Tendōji
- 2024 : Totally Spies! : Mei Lin
- 2024 : Mille Bornes Challenge : Quinn (création de voix)
- 2025 : Eyes of Wakanda : Jorani / Iron Fist (mini-série)

### Jeux vidéo
- 2011 : Driver: San Francisco : voix additionnelles
- 2011 : Star Wars: The Old Republic : Raina Temple
- 2012 : SSX : Kaori
- 2012 : Resident Evil 6 : Sherry Birkin
- 2012 : Borderlands 2 : Aubrey Callahan III (DLC Le Capitaine Scarlett et son Butin de Pirate)
- 2012 : Transformers: Prime - The Game : Miko
- 2013 : Battlefield 4 : Hannah
- 2013 : Tomb Raider : Samantha Nishimura
- 2013 : Professeur Layton et l'Héritage des Aslantes : Gaïa / Jean Descole enfant / Rachel
- 2013 : Lego Marvel Super Heroes : Maria Hill
- 2014 : Professeur Layton vs. Phoenix Wright: Ace Attorney : Maya Fey
- 2014 : Inazuma Eleven GO : Jade Green
- 2014 : The Evil Within : Laura Victoriano
- 2015 : The Witcher 3: Wild Hunt : Ciri
- 2015 : Blade and Soul : Poharan / Bunyang
- 2015 : Tom Clancy's Rainbow Six: Siege : Ying
- 2016 : XCOM 2 : soldate
- 2016 : Homefront: The Revolution : voix additionnelles
- 2016 : Overwatch : D.Va
- 2016 : Final Fantasy XV : Lunafreya Nox Fleuret
- 2017 : Heroes of the Storm : D.Va
- 2018 : League of Legends : Akali
- 2018 : WarioWare Gold : Mona, Kat, Ana, Mimi
- 2018 : Gwent: The Witcher Card Game : Ciri
- 2018 : Lego DC Super-Vilains : voix additionnelles
- 2019 : Alt-Frequencies : Jenni
- 2019 : Ring Fit Adventure : Ring
- 2021 : Life Is Strange: True Colors : Alex Chen
- 2021 : Deathloop : Fia Zborowska
- 2021 : WarioWare: Get It Together! : Mona, Kat, Ana
- 2022 : Overwatch 2 : D.Va
- 2023 : Bob l'éponge : The Cosmic Shake : Mme Kassandra et l'infirmière
- 2023 : Wild Hearts : ?
- 2023 : Diablo IV : Neyrelle
- 2023 : Waven : Evangelyne
- 2023 : WarioWare: Move It! : Mona, Kat, Ana
- 2023 : Avatar: Frontiers of Pandora : ?
- 2024 : Suicide Squad: Kill the Justice League : ?
- 2024 : Final Fantasy VII Rebirth : Priscilla
- 2024 : Apex Legends : Conduit
- 2024 : Totally Spies! - Cyber Mission : Mei Lin et voix additionnelles
- 2025 : Maliki : Poison of the Past : Maliki

### Internet
- 2022 : Et si GENSHIN IMPACT avait des VOIX FRANÇAISES ? | RE: TAKE : Ganyu[4]